# Somme contre les Gentils
Pour les articles homonymes, voir Somme.

La Somme contre les Gentils (Summa contra Gentiles, abrégée en CG) ou Livre sur la vérité de la foi catholique contre les erreurs des infidèles est un traité théologique et philosophique de Thomas d'Aquin (1224 ou 1225-1274), écrit entre 1258 et 1265.
Deuxième traité complet de théologie de Thomas d’Aquin après le Commentaire des Sentences, la Somme contre les Gentils est, avant la Somme théologique, une large synthèse chrétienne de la pensée philosophique aristotélicienne. Il s’agit dans cet ouvrage de penser la Révélation chrétienne par le moyen de la raison naturelle développée par la philosophie grecque de l'Antiquité. Enfin, la Somme contre les Gentils est aussi à la fois un développement et une réfutation de la pensée de philosophes antérieurs commentateurs d’Aristote, le musulman andalou Averroès (1126-1198) et le juif andalou Maïmonide (1138-1204).

## Foi chrétienne et raison naturelle
Dans la Somme contre les Gentils, Thomas d’Aquin entreprend de réfuter les erreurs des philosophes païens de l’Antiquité, mais aussi celles des religions non chrétiennes. Pour cela, il cherche à démontrer par la raison naturelle, universellement partagée entre les hommes, la plus grande partie possible des vérités de la foi chrétienne, et à défendre rationnellement ce qui dans la foi ne peut être prouvé par la raison :

« S’en prendre aux erreurs de chacun est difficile, pour deux raisons. Premièrement, parce que nous ne connaissons pas à ce point les affirmations sacrilèges de tous ceux qui ont erré, que nous puissions en tirer des raisons pour réfuter leurs erreurs. [...] Deuxièmement, parce que certains d’entre eux, comme les Mahométans et les païens, ne sont pas d’accord avec nous sur l’autorité d’une Écriture, grâce à laquelle on pourrait les confondre, de la même manière que nous pouvons discuter avec les Juifs, à partir de l’Ancien Testament, et avec les hérétiques, à partir du Nouveau. Mais ceux-là ne reconnaissent ni l’un ni l’autre. Il faut donc recourir à la raison naturelle, à laquelle tous sont contraints de donner leur assentiment. »

Historiquement, Thomas d’Aquin répond en fait à deux menaces qui pèsent sur la chrétienté au XIIIe siècle :
- Menace ad-intra : l'hérésie cathare (du grec katharós : « pur »), hérétiques avec une spiritualité radicale, qui sont 1) manichéens (séparation nette entre bien et mal) et 2) docétisme (doceo : sembler, paraître) qui affirme que le Christ n'a pas été vraiment homme. Saint Thomas affirmera :
  - contre le manichéisme que le monde est bon[2].
  - contre le docétisme que le Christ est vraiment homme.
- Menace ad-extra : Les Arabes musulmans et les païens barbares attaquent de tous les fronts l'empire Chrétien ; de plus, ils ne connaissent pas la vérité Chrétienne Révélée. Saint Thomas s'en préoccupera : il lira le Coran et les grands philosophes du monde arabo-persique (Averoes, Avicenne) afin de les réfuter.

Afin de répondre à ces menaces, Saint Thomas élaborera la tactique suivante, qu'il exposera dans la Somme contre les gentils (Summa contra Gentiles) : recherche d'un lieu commun pour convertir les gentils (qui sont les non-Chrétiens) car ils ne reconnaissent pas la vérité Révélée. L'en-commun entre tous les hommes, la communauté de nature, c'est la ratio naturalis, la raison naturelle. Ce recours est toutefois insuffisant, car il faudra en dernier lieu se reporter à la Révélation (partie IV).

## Méthode de laSomme contre les Gentils
- Expositio : Thomas d'Aquin expose la doctrine de ceux à qui il prétend s'adresser. Les expositions sont claires et ne trahissent pas leur auteur ; cela sous-entend que Saint Thomas connaissait bien ceux à qui il s'adresse.[réf. nécessaire]
- Refutatio : Thomas d'Aquin réfute la doctrine adverse.
- Expositio Scripturae : La fin de tout chapitre comporte une citation Biblique pour montrer l'adéquation entre ce qu'il considère être les vérités de la raison et la Révélation Biblique. Ce recours à l'Écriture n'est pas justificatif, mais illustratif.[réf. nécessaire]

## Composition de laSomme contre les Gentils
Dans cet objectif, Thomas d’Aquin sépare donc clairement les faits démontrables par la raison naturelle des philosophes des mystères chrétiens révélés (Trinité, Incarnation, Rédemption...), qui relèvent seulement de la foi. Ceci explique la structure originale de la Somme contre les gentils, surtout si on la compare aux autres synthèses théologiques de son auteur.
Elle se compose en effet de deux grandes parties ; la première se constitue des livres I à III (qui traitent des vérités accessibles à la raison naturelle), et le livre IV (qui traite des objets inaccessibles à la raison naturelle). 
Chacun des trois premiers livres porte sur une manière différente d’explorer l’intelligence naturelle de Dieu par l’humanité. Le livre I considère Dieu en tant que tel (son existence et ses principales caractéristiques, sa connaissance et sa volonté). Le livre II traite de l’action transitive de Dieu (c’est-à-dire l’action émanant de lui), et donc, de la Création et de l’existence du monde. Le livre III montre comment toutes les choses créées ont leur fin en Dieu, et traite donc de l’éthique. Enfin, le livre IV reproduit la structure des livres I à III, mais en considérant les mêmes questions sous l’angle de la Révélation chrétienne. Aussi, la première partie du livre IV traite de Dieu en lui-même (la Trinité), puis de Dieu dans son action transitive (l’Incarnation et les sacrements), et enfin, de Dieu comme fin de toutes choses (la Résurrection).
Schéma récapitulatif du Contra Gentiles :
1. Dieu
2. la Création
3. la Providence
4. La Révélation Biblique qui coïncide avec les trois premières parties

## Traductions récentes
La Somme contre les Gentils a fait l'objet d'un nombre considérable d'éditions et traductions récentes. Elle a été traduite en français (1854, 1993, 1999) , en anglais (1924, 1957) , en allemand (1937, 2001) , en espagnol (1968)  et en italien (1975).